# Nopachai Jayanama
 (juillet 2024).
 (juillet 2024).
La mise en forme du texte ne suit pas les recommandations de Wikipédia : il faut le « wikifier ».
Les points d'amélioration suivants sont les cas les plus fréquents. Le détail des points à revoir est peut-être précisé sur la page de discussion.
- Les titres sont pré-formatés par le logiciel. Ils ne sont ni en capitales, ni en gras.
- Le texte ne doit pas être écrit en capitales (les noms de famille non plus), ni en gras, ni en italique, ni en « petit »…
- Le gras n'est utilisé que pour surligner le titre de l'article dans l'introduction, une seule fois.
- L'italique est rarement utilisé : mots en langue étrangère, titres d'œuvres, noms de bateaux, etc.
- Les citations ne sont pas en italique mais en corps de texte normal. Elles sont entourées par des guillemets français : « et ».
- Les listes à puces sont à éviter, des paragraphes rédigés étant largement préférés. Les tableaux sont à réserver à la présentation de données structurées (résultats, etc.).
- Les appels de note de bas de page (petits chiffres en exposant, introduits par l'outil «  Source ») sont à placer entre la fin de phrase et le point final[comme ça].
- Les liens internes (vers d'autres articles de Wikipédia) sont à choisir avec parcimonie. Créez des liens vers des articles approfondissant le sujet. Les termes génériques sans rapport avec le sujet sont à éviter, ainsi que les répétitions de liens vers un même terme.
- Les liens externes sont à placer uniquement dans une section « Liens externes », à la fin de l'article. Ces liens sont à choisir avec parcimonie suivant les règles définies. Si un lien sert de source à l'article, son insertion dans le texte est à faire par les notes de bas de page.
- La présentation des références doit suivre les conventions bibliographiques. Il est recommandé d'utiliser les modèles {{Ouvrage}}, {{Chapitre}}, {{Article}}, {{Lien web}} et/ou {{Bibliographie}}. Le mode d'édition visuel peut mettre en forme automatiquement les références.
- Insérer une infobox (cadre d'informations à droite) n'est pas obligatoire pour parachever la mise en page.

Pour une aide détaillée, merci de consulter Aide:Wikification.
Si vous pensez que ces points ont été résolus, vous pouvez retirer ce bandeau et améliorer la mise en forme d'un autre article.
Nopachai Jayanama (นพชัย ชัยนาม / Nopachai Chaiyanam), surnommé Peter (ชื่อเล่น: ปีเตอร์), né le 21 novembre 1973, est un acteur thaïlandais.

## Biographie
Nopachai Jayanama a étudié à l'université Sukhothai Dhammatirat.
Sa renommée repose sur son rôle de premier plan dans la très longue épopée King Naresuan de Chatrichalerm Yukol. 
Il joue dans La Nymphe , Headshot et The Life of Gravity de Pen-ek Ratanaruang. 
Il apparaît dans des publicités, des clips vidéo et des séries télévisées. 
Il dirige aussi une société de graphisme.

## Filmographie

### Cinéma
- 2003 : Angulimala (องคุลีมาล)
- 2007 : King Naresuan, le souverain du Siam
- 2009 : Nang Mai
- 2011 : King Naresuan part III (ตำนานสมเด็จพระนเรศวรมหาราช ภาค 3 ตอน ยุทธนาวี)
- 2011 : King Naresuan part IV (ตำนานสมเด็จพระนเรศวรมหาราช ภาค 4 ตอน ศึกนันทบุเรง)
- 2011 : Headshot (ฝนตกขึ้นฟ้า)[3]
- 2012 : Together (วันที่รัก)
- 2014 : Timeline (จดหมายความทรงจำ)
- 2014 : King Naresuan part V (ตำนานสมเด็จพระนเรศวรมหาราช ภาค 5 ตอน  ยุทธหัตถี)
- 2014 : The Life of Gravity (แรงดึงดูด) (téléfilm)[4]
- 2015 : King Naresuan VI (ตำนานสมเด็จพระนเรศวรมหาราช ภาค 6 ตอน อวสานหงสา)
- 2015 : คีตราชนิพนธ์ บทเพลงในดวงใจราษฎร์
- 2015 : โจ หัวแตงโม
- 2016 : Take Me Home (สุขสันต์วันกลับบ้าน)[5]
- 2018 : Homestay (โฮมสเตย์)[6]
- 2019 : ขุนแผน ฟ้าฟื้น
- 2023 : Hunger de Sitisiri Mongkolsiri : le chef Paul

### Télévision
- 2014 : The Life of Gravity (แรงดึงดูด) (téléfilm)[4]